# 風害
風害（ふうがい）は、風によって引き起こされる、災害全般のことである。主に台風・低気圧による強風（暴風）、竜巻やダウンバースト、塵旋風などによる突風などが原因となる。
風害には雨を伴うことが多く、風害と水害の被害を分けることは難しく、風水害とすることも多い。

## 被害の種類・範囲
被害としては、突風や暴風による、屋根瓦などの飛散といった直接的な損害や、倒木・飛来物などによる建物や人体への被害がある。過去には建築文化財への被害があるなど、影響も大きい。他に、電柱の倒壊や電線の切断による電力・通信インフラへの被害、航空機や列車の運休など交通への影響が発生することもある。
農作物への被害も大きく、日本国内では風害の主原因となる台風が、リンゴやナシなどの収穫前の時期と重なることもあり、それら果樹の落下や稲作では稲穂が倒れ、甚大な被害を発生することが多い。
また、台風・低気圧を原因とする場合、気圧の低下による高潮に加え、強風により堤防の決壊や浸水、船舶の座礁や転覆などが発生することもあり、特に強風を原因とする場合に、これらも風害に含められる。

## 局地的な風害
竜巻やダウンバーストを原因とする風害の場合、局地的な建物の倒壊などのほか、航空機の離着陸中の事故なども発生している。
また近年では、高層ビル・マンションなどによって風の向きが変えられて発生するビル風は、歩行が困難になったり、物が飛ばされるようなこともある。これも風害として扱われる。

## 関連する災害
風害では、風により物品が飛んだり、または風の持つ直接的な力で社会インフラがダメージを被る事があるが、これとは別に沿岸部では高潮が誘発されたり、海水が風によって飛ばされるなどして塩害と呼ばれる問題を引き起こすこともある。高潮による農作物への被害や、電線路に海水のしぶきがかかり、がいし表面に付着、漏電（地絡）して停電を引き起こす事例もある。 
波の花は能登半島の冬の風物詩であるが、これが風に乗って塩害を発生させることもある。波の花の発生には波の高さと風の強さが関係することも知られており、特に風の強い日は、この波の花が大量に発生、停電や塩害といった様々な問題を招いている。

## 主な風害
- 1959年 伊勢湾台風: 死者・不明者5098名。最大風速75メートル毎秒 (m/s)。
- 1991年 台風19号: 青森県では、収穫前のリンゴのおよそ80 %が落下し、甚大な被害を生んだ。死者・不明者86名。最大風速は50 m/s（最大瞬間風速60.9 m/s）。
- 2004年 台風23号: 日本各地で強風による高波での浸水、船舶の座礁・転覆が相次いだ。死者・不明者94名。最大風速は45 m/s。
- 2005年 台風14号: 青森県で、リンゴの落果被害は1730トンで、被害面積は7339ヘクタール、被害総額は2億5834万円に上った。死者26名。最大風速は50 m/s（最大瞬間風速59.2 m/s）。
- 2005年 ハリケーン・カトリーナ: アメリカ南東部で多数の死者と大きな被害が出る。最大風速は78 m/s。
- 2018年 台風21号: 近畿地方中心に記録的な暴風を記録した。関西国際空港が高潮により浸水し、連絡橋の決壊もあった。